# Talassa
Talassa (în arabă تلعصة) este o comună din provincia Chlef, Algeria.
Populația comunei este de 11.503 locuitori (2008).